# Fumagalli (família de músics)
Fumagalli fou una família de músics de l'època del Romanticisme.
- Carlo Fumagalli, (10 de novembre, 1822 a Milà - idem. 1 d'octubre, 1907) va ser un compositor italià, arranjador de música i professor de música.
- Disma Fumagalli, (8 de setembre, 1826 a Inzago a prop de Milà - Milà, 9 de març, 1893) fou un compositor, pianista i professor de música.
- Adolfo Fumagalli, (19 d'octubre, 1828 a Inzago a prop de Milà - Florència, 3 de maig, 1856) va ser un pianista i compositor.
- Luca Fumagalli, (29 de maig, 1837 a Inzago - Milà, 5 de juny, 1908) fou un compositor i pianista.
- Polibio Fumagalli, (26 d'octubre, 1830 a Inzago - Milà, 21 de juny, 1900) fou un compositor, organista i pianista.